# Identidad (álbum de Taller Canario)
Identidad es un álbum del grupo musical Taller Canario de Canción, formado por los músicos Pedro Guerra, Andrés Molina y Rogelio Botanz. Fue grabado en el año 1988 y editado por el Centro de la Cultura Popular Canaria.
En este disco se continúan con las sonoridades de su primer disco Trapera, ya con una mejor calidad de sonido y unos arreglos más trabajados.
Si en el anterior disco habían innovado creando un instrumento que denominaron percutería (formada por instrumentos de percusión tradicionales canarios colocados a la manera de una batería), en este disco además de la percutería utilizan el litófono y el ganigófono, elaborados a partir de los yacimientos arqueológicos y de las crónicas donde se menciona la instrumentación musical utilizada por los guanches.
Este trabajo es el que incluye un mayor número de temas "clásicos" de Taller Canario, como pueden ser Endecha (Agarfa), Acerina, A voz en cuello, La Maleta y Ahehiles. 
La reivindicación política está más presente en este disco que en anterior, y aparecen temas como La Maleta, poema de Pedro Lezcano donde se critica la especulación y los proyectos de instalar bases militares de la OTAN en Canarias; el emblemático poema de Pedro García Cabrera A voz en cuello ("Contra viento y marea (...) amo la libertad"); o En paro, donde el acordeón interpreta la melodía de La Internacional.

## Temas
- 1. Endecha (Pedro Guerra - popular)
- 2. Mararía (Pedro Guerra - Rogelio Botanz)
- 3. Generaciones (Andrés Molina)
- 4. Acerina (Pedro Guerra)
- 5. A voz en cuello (Pedro García Cabrera - Andrés Molina)
- 6. La Maleta (Pedro Lezcano - Rogelio Botanz)
- 7. Tibiabín (Pedro Guerra)
- 8. Ahehiles (popular - Rogelio Botanz - Pedro Guerra)
- 9. En paro (Andrés Molina)
- 10. Por esa hora (Andrés Molina)
- 11. Poderes (Juan Gelman - Pedro Guerra)
- 12. San Borondón (Pedro Guerra - popular)

## Créditos
Taller Canario
- Pedro Guerra: Voz, coros, guitarra morris, guitarra acústica, guitarra eléctrica, bajo, laúd y timple. Teclados en Por esa hora.
- Andrés Molina: Voz, coros, teclados, acordeón, laúd y bajo.
- Rogelio Botanz: Voz, coros, percutería, litófono, ganigófono, pito herreño y mandolina. Acordeón en San Borondón.

Músicos que colaboran
- Carlos Más: Chácaras en Ahehiles y Poderes
- Marisa, Lito, Chiqui Pérez y Luis Fernández: coros en La Maleta
- Juan Antonio Martel: timple rasgueado en San Borondón

- Técnico de sonido: José Fernández
- Fotografía:Fernando Clavijo
- Dirección de producción: Tomás Pacheco
- Producción ejecutiva: Oscar Bello, Anabel Leal y César Rodríguez Pláceres

- Datos: Q5908290